# Slotoxin
Slotoxin (synonym Kaliumkanaltoxin alpha-KTx 1.11) ist ein Neurotoxin aus dem Skorpion Centruroides noxius.

## Eigenschaften
Slotoxin ist ein Peptid und ein Skorpiontoxin aus dem Gift von Centruroides noxius, wie auch Noxiustoxin. Es bindet an calciumgesteuerte Kaliumkanäle und blockiert KCa1.1/KCNMA1 reversibel und KCNMA1 und KCNMB1 und in geringerem Umfang auch KCNMA1 und KCNMB4 irreversibel, nicht aber dSlo, Kv1.1/KCNA1, Kv11.1/KCNH2/ERG1, Kir2.2/KCNJ12, Shaker-IR, SK1/KCNN1, SK2/KCNN2 und SK3/KCNN3. Slotoxin ist strukturell mit Charybdotoxin (αKTx1-Familie) verwandt.